# Ибенбирен
Ибенбирен (њем. Ibbenbüren) град је у њемачкој савезној држави Северна Рајна-Вестфалија. Једно је од 24 општинска средишта округа Штајнфурт. Према процјени из 2010. у граду је живјело 51.581 становника. Посједује регионалну шифру (AGS) 5566028, NUTS (DEA37) и LOCODE (DE IBB) код.

## Географски и демографски подаци
Ибенбирен се налази у савезној држави Северна Рајна-Вестфалија у округу Штајнфурт. Град се налази на надморској висини од 70 метара. Површина општине износи 108,6 km². У самом граду је, према процјени из 2010. године, живјело 51.581 становника. Просјечна густина становништва износи 475 становника/km².

## Међународна сарадња
| Мјесто    | Држава    | Врста сарадње | Од    |
| --------- | --------- | ------------- | ----- |
| Гурдон    | Француска | партнерство   | 1999. |
| Прјевидза | Словачка  | партнерство   | 1988. |
| Хелендорн | Холандија | партнерство   | 1968. |
| Извор     |           |               |       |